# Sandra Bernhard

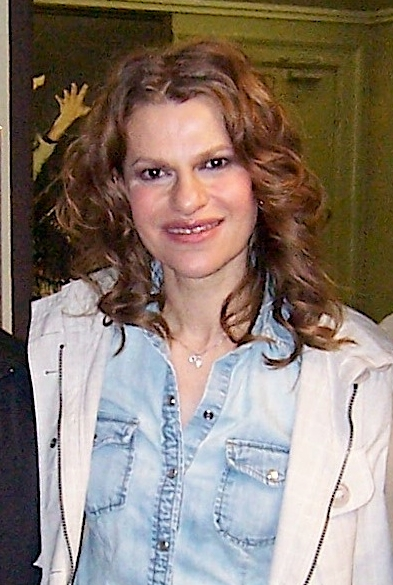
Sandra Bernhard (2008)

Sandra Bernhard (* 6. Juni 1955 in Flint, Michigan) ist eine US-amerikanische Schauspielerin, Komikerin und Sängerin.

## Leben
Bernhard absolvierte die Saguaro High School in Scottsdale, dann arbeitete sie zeitweise als Kosmetikerin in Los Angeles.
Bernhard spielte im Film King of Comedy (1983) neben Robert De Niro und Jerry Lewis, im Film Hudson Hawk – Der Meisterdieb (1991) neben Bruce Willis und Andie MacDowell. Sie trat in vielen Folgen der Sitcom Roseanne auf, wo sie die in späteren Staffeln lesbische Nancy Bartlett spielte.
Bernhard veröffentlichte Bücher wie Confessions of a Pretty Lady, May I Kiss You on the Lips, Miss Sandra und Love, Love and Love sowie mehrere Musikalben. Die Originalausgabe ihrer Platte Without You, I'm Nothing (1987) erreicht auf Auktionen Preise über 300 US-Dollar, die Originalausgabe von I'm Your Woman (1979) von etwa 100 Dollar. Excuses For Bad Behaviour (Part One) wurde 1991 veröffentlicht.
Bernhard erregte viel Aufsehen durch öffentliche Kuschelszenen mit Madonna am Ende der 1980er Jahre. Im September 1992 wurde sie auf der Titelseite der Zeitschrift Playboy abgebildet. Sie hat eine Tochter (* 1998).

## Kontroverse
Am 19. September 2008 drohte Sandra Bernhard auf einer Veranstaltung im Theater J des Washington DC Jewish Community Center der republikanischen Vizepräsidentschaftskandidatin Sarah Palin damit, dass sie von „einer Gang ihrer großen schwarzen Brüder“ (Zitat: „big black brothers“) vergewaltigt (Zitat: „gang-raped“) würde, sollte sie Manhattan besuchen. Palin plante zu der Zeit einen Wahlkampfzwischenstopp in New York. Später sagte Sandra Bernhard dazu: „Ich wünsche Gouverneur Palin natürlich keinen Schaden.“ Bernhard warnte Sarah Palin auch, sie solle sich vom Alten Testament fernhalten und nannte ihr Christentum „new goyish crappy shiksa funky bullshit“.
In einem Interview mit der Huffington Post vom 2. Oktober 2008 bestreitet Bernhard, die Worte „gang-raped“ benutzt zu haben. Man habe ihre Worte verdreht.

## Filmografie (Auswahl)
- 1981: Cheech & Chong’s heiße Träume (Nice Dreams)
- 1983: King of Comedy
- 1988: Track 29 – Ein gefährliches Spiel
- 1988–1997, 2018: Roseanne
- 1991: Hudson Hawk – Der Meisterdieb (Hudson Hawk)
- 1991: Geschichten aus der Gruft (Tales from the Crypt, Fernsehserie, Folge 3x05)
- 1992: Der ganz normale Wahnsinn (Inside Monkey Zetterland)
- 1994: Dallas Doll
- 1997: Codename Apocalypse (The Apocalypse)
- 1997: Plump Fiction
- 1997: Fahr zur Hölle Hollywood (An Alan Smithee Film: Burn Hollywood Burn)
- 1998: New York People – Stories aus einer verrückten Stadt (Somewhere in the City)
- 1998: Leslie Nielsen ist sehr verdächtig (Wrongfully Accused)
- 1998: I Woke Up Early the Day I Died
- 2000: Dinner Rush
- 2000: Die Sopranos (The Sopranos, Fernsehserie, eine Folge)
- 2001: Zoolander
- 2003: Law & Order: Special Victims Unit (Fernsehserie, Folge Desperate)
- 2005: The L Word – Wenn Frauen Frauen lieben (The L Word, Fernsehserie)
- 2005: Crossing Jordan – Pathologin mit Profil (Crossing Jordan, Fernsehserie, 2 Folgen)
- 2009: Dare – Hab’ keine Angst. Tu’s einfach! (Dare)
- 2014: Switched at Birth (Fernsehserie, 4 Folgen)
- 2014–2015: Brooklyn Nine-Nine (Fernsehserie, 3 Folgen)
- 2015: 2 Broke Girls
- 2018–2021: Pose (Fernsehserie, 13 Folgen)
- 2018: American Horror Story: Apocalypse
- 2022: American Horror Story: NYC

## Musik
Bernhard macht klassische Popmusik sowie Jazz und Blues.
Alben
- I'm Your Woman
- Without You I'm Nothing
- Excuses for Bad Behavior (Part One)
- I'm Still Here... Damn It!
- The Love Machine
- Hero Worship
- Excuses for Bad Behavior (Part Two)
- The Love Machine Remastered (entirely different than The Love Machine)
- Giving Til It Hurts
- Live and Beautiful (Promotional album sold at website sandrabernhard.com)
- Gems of Mystery
- Everything Bad & Beautiful
- Whatever It Takes
- I Love Being Me, Don't you? - featuring White Widow